# Папайя
Папа́йя, или ды́нное де́рево (лат. Cárica papáya) — древесное растение; вид рода Карика (Carica) семейства Кариковые (Caricaceae).
Слово "папайя" — латинизированное малабарское название растения (papaya).

## Ботаническое описание
Невысокое стройное пальмообразное дерево с тонким, лишённым ветвей стволом высотой 3—10 м.
Листья большие, 50—70 см в диаметре, пальчато-рассечённые, на длинных черешках.
Цветки развиваются в пазухах листьев, превращаясь в большие плоды, диаметром 10—30 см и длиной 15—45 см. Созревшие плоды мягкие и имеют цвет от янтарного до оранжевого. Мякоть спелых плодов бывает жёлтой, оранжевой и красной.
Все части растения содержат млечный сок.

## Хозяйственное значение и применение
Родиной папайи является юг Мексики, Центральная Америка и север Южной Америки, но выращивается она сейчас во всех тропических странах, основные производители Индия и Бразилия. Также экспериментальные посадки папайи имеются и на юге России, в ботанических садах на Черноморском побережье Кавказа.
Следует проявлять осторожность при сборе плодов, так как папайя выпускает сок-латекс, способный вызывать у многих людей раздражение кожи, а также аллергические реакции. Плоды папайи и её листья также содержат алкалоид карпаин, обладающий глистогонным действием, который в больших дозах может быть опасен.

### Пищевой продукт
Основное применение папайи — использование в пищу. Обычно её едят в сыром виде, без кожицы и семян. Неспелые плоды тушат, а также используют при приготовлении карри и в салатах. Плоды запекают на огне, отчего от папайи начинает исходить запах хлеба.

### В медицине
Папайя содержит много фермента, называемого папаин (протеаза, смягчающая мясо), и других белков. Свойство сока папайи разрушать жёсткие волокна мяса использовали в Южной Америке в течение тысяч лет. Его получают из очищенного млечного сока незрелых плодов и листьев и применяют для улучшения пищеварения, а также в препаратах «Лекозим» и «Кариопазин» (смесь протеолитических ферментов), которыми лечат межпозвонковый остеохондроз.
В тропической народной медицине папайю используют как глистогонное средство (отвар корней, листья), средство для контрацепции и аборта, в качестве средства, стимулирующего менструацию. Высушенные листья курили для облегчения астмы или в качестве замены табака. Пакеты сухих измельченных листьев продаются в магазинах для приготовления чая. При этом отвар листьев применяется как слабительное для лошадей в Гане и в Кот-д'Ивуаре.
По утверждению вирусолога Люка Монтанье, препараты из папайи способствуют предотвращению вирусных инфекций.
Из молодых листьев Папайи готовят противомалярийный чай.

## Эпифитотия папайи
Вирус кольцевой пятнистости папайи был завезен в Оаху (Гавайи) ещё в 1937 году и дважды затронул производство гавайской папайи. Болезнь была умеренной в течение ряда лет, пока она не мутировала или не был интродуцирован более агрессивный штамм, и в 1950 году началась эпифитотия. В течение 12 лет количество земли под производством папайи сократилось на 94 %. Затем производство было перенесено из Оаху в район Пуна на острове Гавайи («Большой остров») под строгим карантином. В 1971 году PRSV был обнаружен в приусадебных участках, но были предприняты усилия для предотвращения его распространения. Вирус появился в коммерческих хозяйствах в 1992 году, эпифитотия вспыхнула снова и приняла невиданные масштабы, так что за год поразила практически 100 % классических сортов, и к 1995 году производство в Пуне было невозможно.
Две трансгенные разновидности папайи были созданы Деннисом Гонсалвесом и его командой и были представлены для производства 1 мая 1998 года. Выяснилось, что если в цепочку ДНК растения добавить ген белка оболочки вируса, то папайя становится невосприимчива к вирусу. Ген белка оболочки PRSV был введен в высокоэмбриогенную растительную ткань с использованием недавно изобретенной генной пушки, что привело к разработке трансгенной линии 55-1, которая, как было доказано, эффективно контролирует гавайские штаммы PRSV, препятствуя воспроизведению новых вирусных копий (антисмысловые РНК, хотя есть мнение, что механизм подавления вируса связан с РНК-интерференцией).
После прохождения необходимых процедур по одобрению контролирующих организаций (FDA, EPA и другие) в мае 1998 года трансгенная папайя начала выращиваться для коммерческого использования. Внедрение генетически-модифицированного фрукта на Гавайи позволило в короткие сроки вернуть исходные объёмы производства. На сегодняшний день модифицированная версия практически полностью вытеснила обыкновенную. В ходе проверок не было выявлено никакого негативного влияния на организм человека. К тому же, человек всегда употреблял папайю вместе с её вирусом, так как там, где она растёт, всегда присутствует этот патоген.

## Производство
| Год  | Тысячи тонн |
| ---- | ----------- |
| 1965 | 1 547       |
| 1970 | 1 693       |
| 1975 | 1 935       |
| 1980 | 2 460       |
| 1985 | 3 158       |
| 1990 | 3 255       |
| 1995 | 5 478       |
| 2000 | 7 009       |
| 2005 | 8 139       |
| 2006 | 8 965       |
| 2007 | 9 474       |
| 2008 | 9 993       |
| 2009 | 10 486      |
| 2010 | 11 726      |
| 2011 | 11 839      |
| 2014 | 12 700      |

| Страна                                                                   | 2011 | 2022 |
| ------------------------------------------------------------------------ | ---- | ---- |
| Индия                                                                    | 4180 | 5341 |
| Доминиканская Республика                                                 | 498  | 1282 |
| Мексика                                                                  | 634  | 1139 |
| Бразилия                                                                 | 1854 | 1108 |
| Индонезия                                                                | 958  | 1090 |
| Нигерия                                                                  | 705  | 877  |
| Китай                                                                    | 181  | 550  |
| Демократическая Республика Конго                                         | 280  | 209  |
| Перу                                                                     | 126  | 177  |
| Таиланд                                                                  | 272  | 166  |
| Филиппины                                                                | 158  | 159  |
| Венесуэла                                                                | 126  | 157  |
| Бангладеш                                                                | 125  | 147  |
| Колумбия                                                                 | 153  | 130  |
| Вьетнам                                                                  | 43   | 124  |
| Гайана                                                                   | 3    | 93   |
| Мали                                                                     | 33   | 88   |
| Гватемала                                                                | 205  | 87   |
| Куба                                                                     | 135  | 82   |
| Кения                                                                    | 18   | 76   |
| Малави                                                                   | 0    | 70   |
| Коста-Рика                                                               | 61   | 62   |
| Эфиопия                                                                  | 340  | 61   |
| Малайзия                                                                 | 45   | 55   |
| Эквадор                                                                  | 39   | 49   |
| источник: Продовольственная и сельскохозяйственная организация ООН (FAO) |      |      |

|                                      |  |  |
| Слева направо: Листья, цветки, плоды |  |  |